# تابلوی نئون

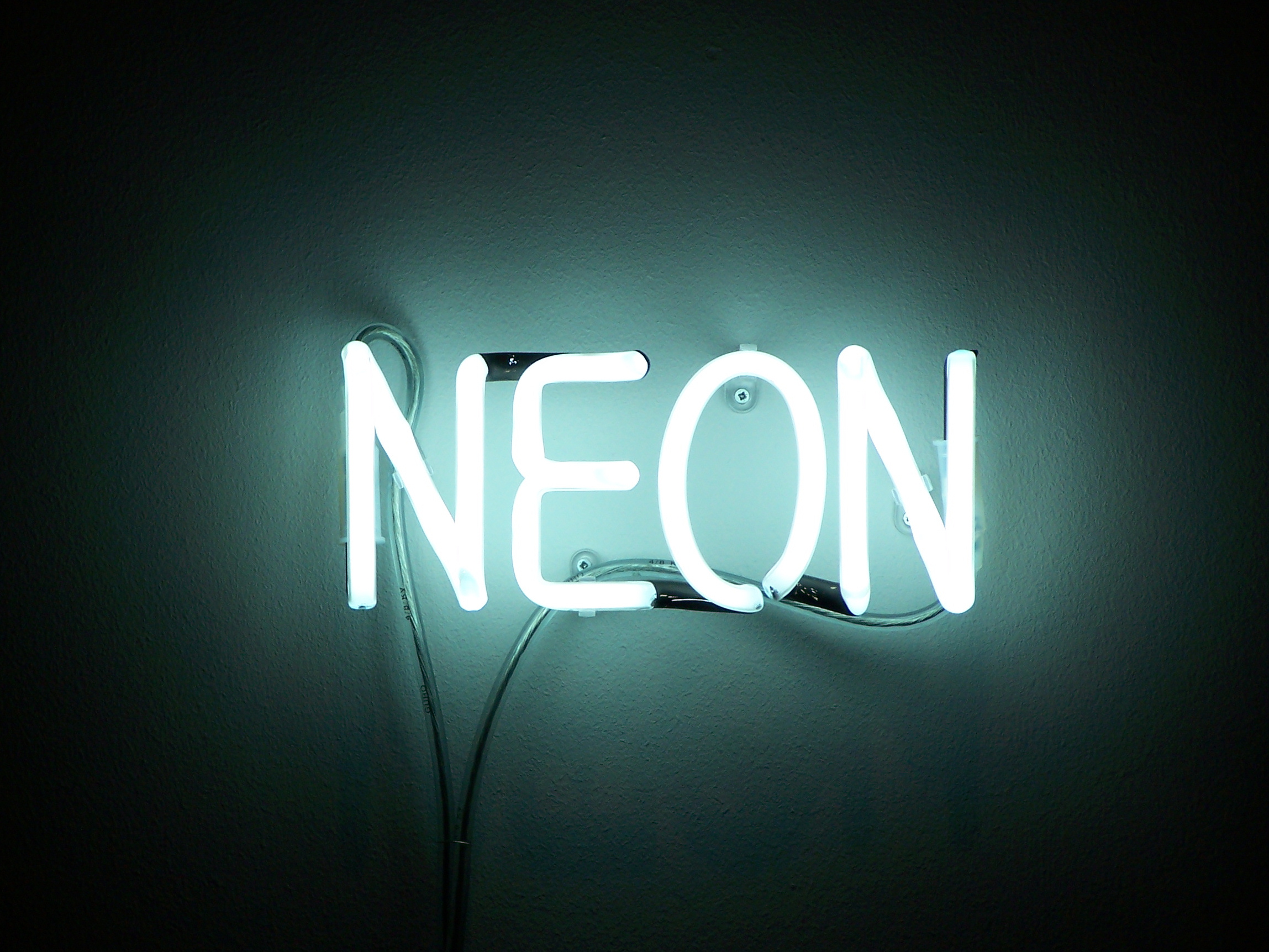
یک تابلوی نئون

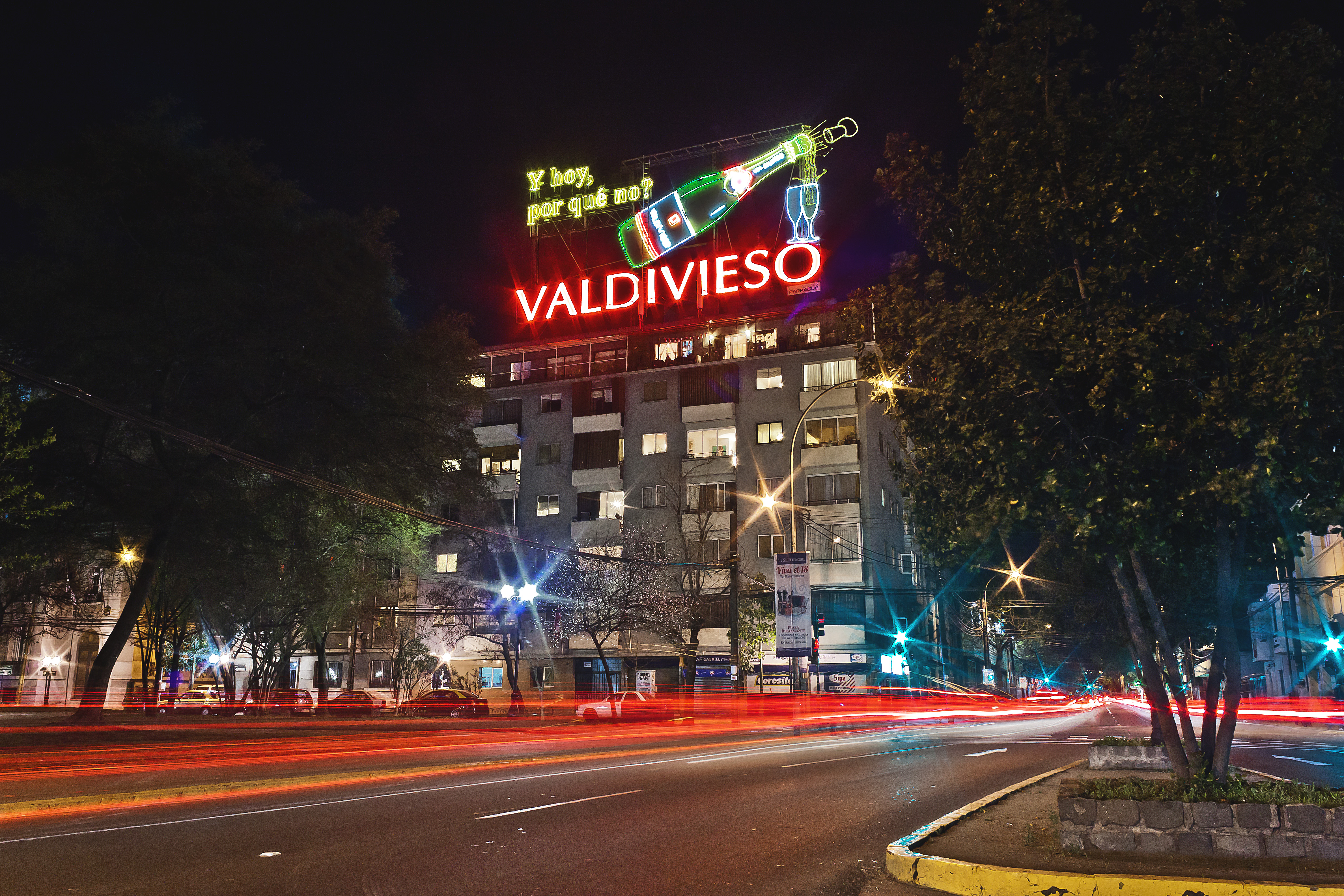
یک تابلوی بزرگ نئون

تابلوی نئون، گونه‌ای تابلو الکتریکی است که با استفاده از لامپ‌های تخلیه در گاز که به شکل لوله‌های باریک هستند ساخته می‌شود و در ویترین مغازه‌ها کاربرد دارد. روش کار این لامپ به این سان است که پس از اعمال ولتاژ بالا بین ۷۵۰ تا ۲۰۰۰۰ ولت به گاز داخل لامپ، این گاز یونیزه می‌شود و بسته به گاز به کار رفته در داخل لامپ از خود نور برمی‌ا‌فشاند. گاز بکار رفته در بیش‌تر علائم تبلیغاتی گاز نئون است و لامپ‌‌های لوله‌ای آن‌ها به لامپ نئون مشهور است، با این وجود در آن‌ها از گازهای دیگری نیز استفاده می‌شود.

## طرز ساخت لوله نئون
لوله‌های شیشه‌ای را پس از طراحی طرح مورد نظر با استفاده از حرارت شکل می‌دهند و حروف و شکل‌های مورد نظر را که لامپ قرار است نمایش دهد می‌سازند. الکترودهای لامپ به انتهای این لوله‌ها متصل می‌شود و آن‌ها را از گاز دلخواه پر می‌کنند.
برای تأمین ولتاژ بالای مورد نیاز لامپ از ترانسفورماتور استفاده می‌شود. جریان مصرفی این لامپ‌ها پایین است اما ولتاژ بالایی دارند و از این نظر باید به عایق‌بندی در آن‌ها توجه شود. به همین سبب سیم‌های طرف ولتاژ بالای ترانس این لامپ را از درون مقره‌های چینی—که ضریب عایقی بالایی دارند—عبور می‌دهند.

## رنگ‌ها
رنگ لامپ بستگی به گاز به کار رفته در داخل آن دارد، گاز هیدروژن رنگ صورتی، آرگون رنگ سبز یا آبی و نئون رنگ قرمز تولید می‌کند.

## کاربرد
از مهمترین کاربردهای تابلوی نئون می‌توان در صنعت تابلو سازی اشاره کرد.

## نگارخانه

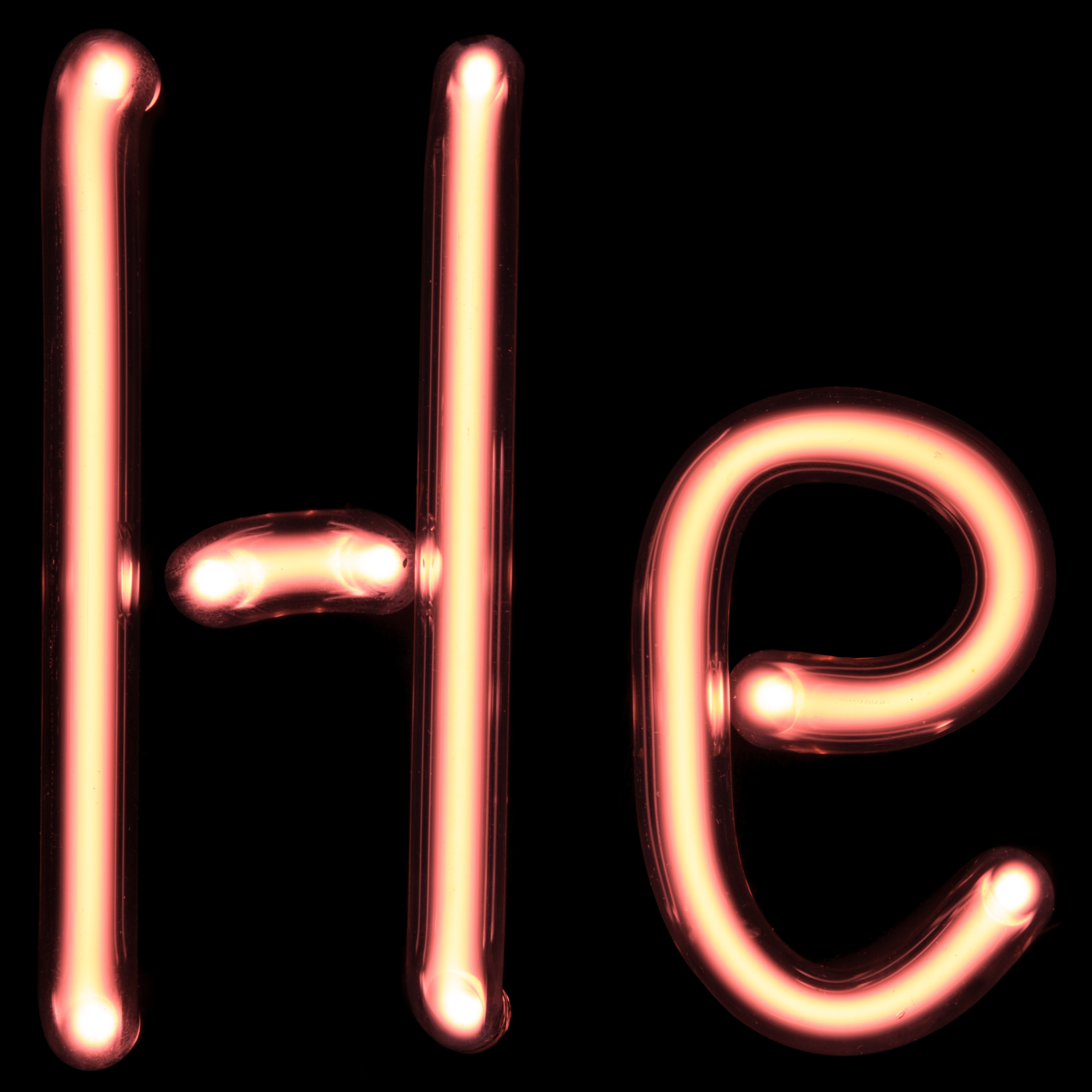
هلیم
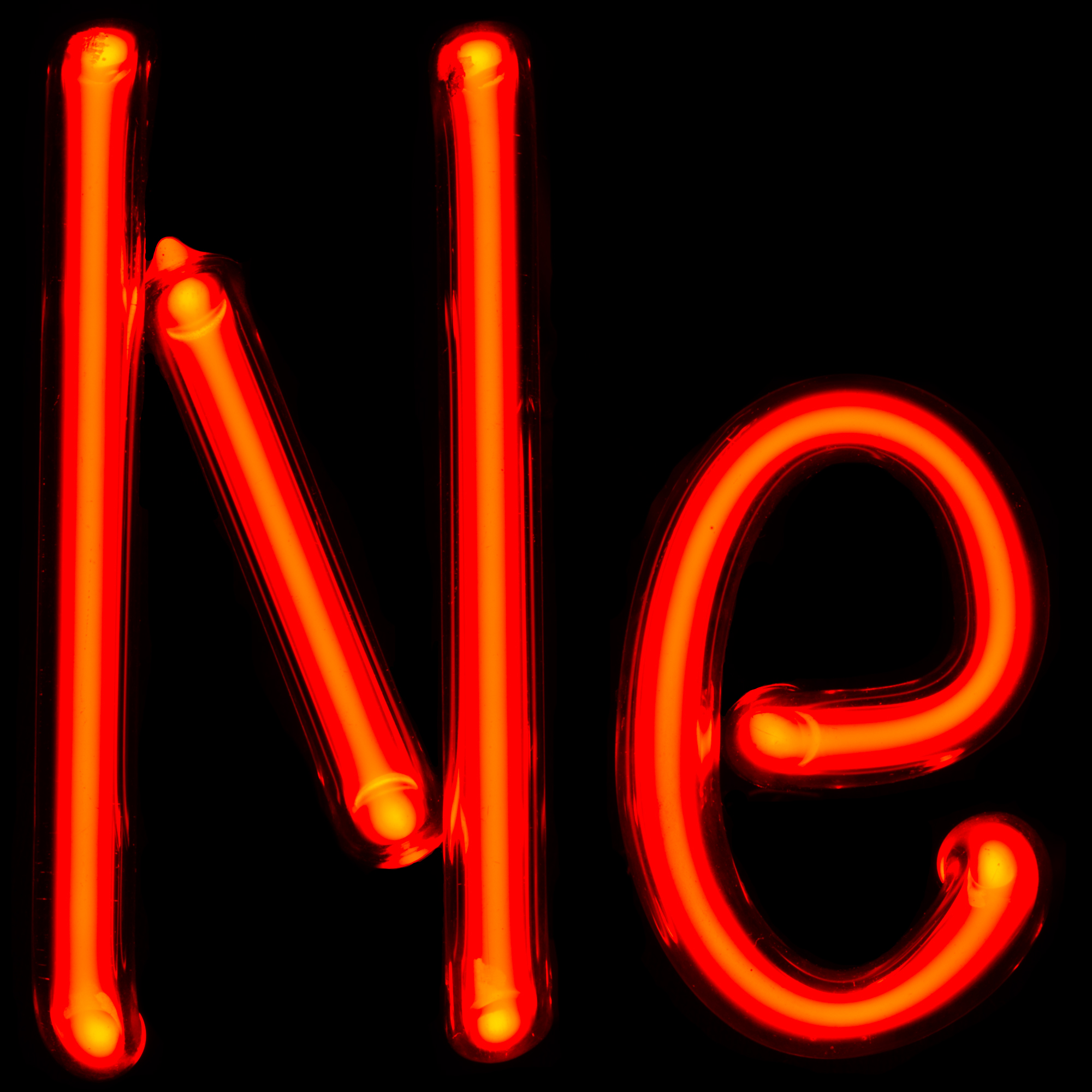
نئون
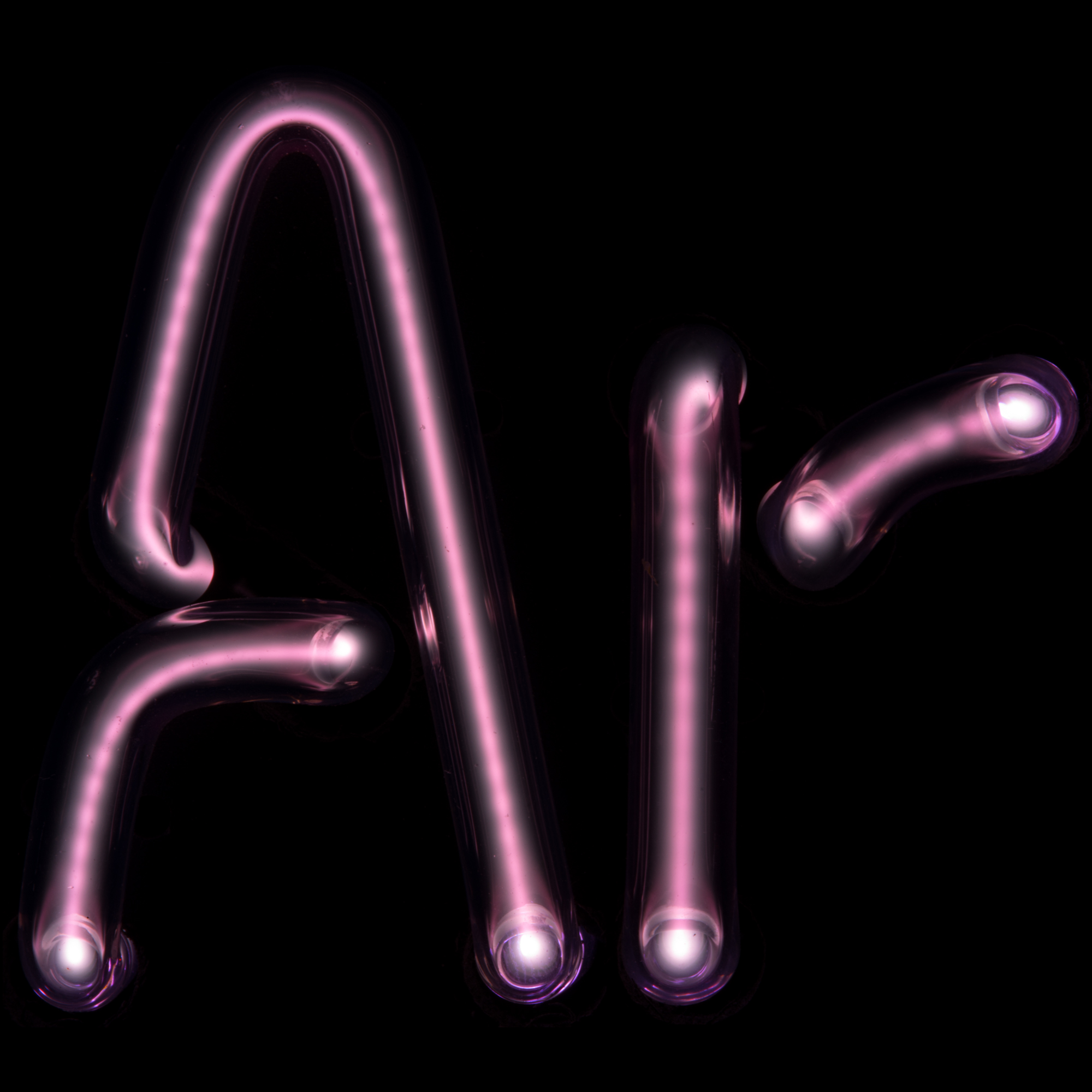
آرگون (به همراه جیوه)
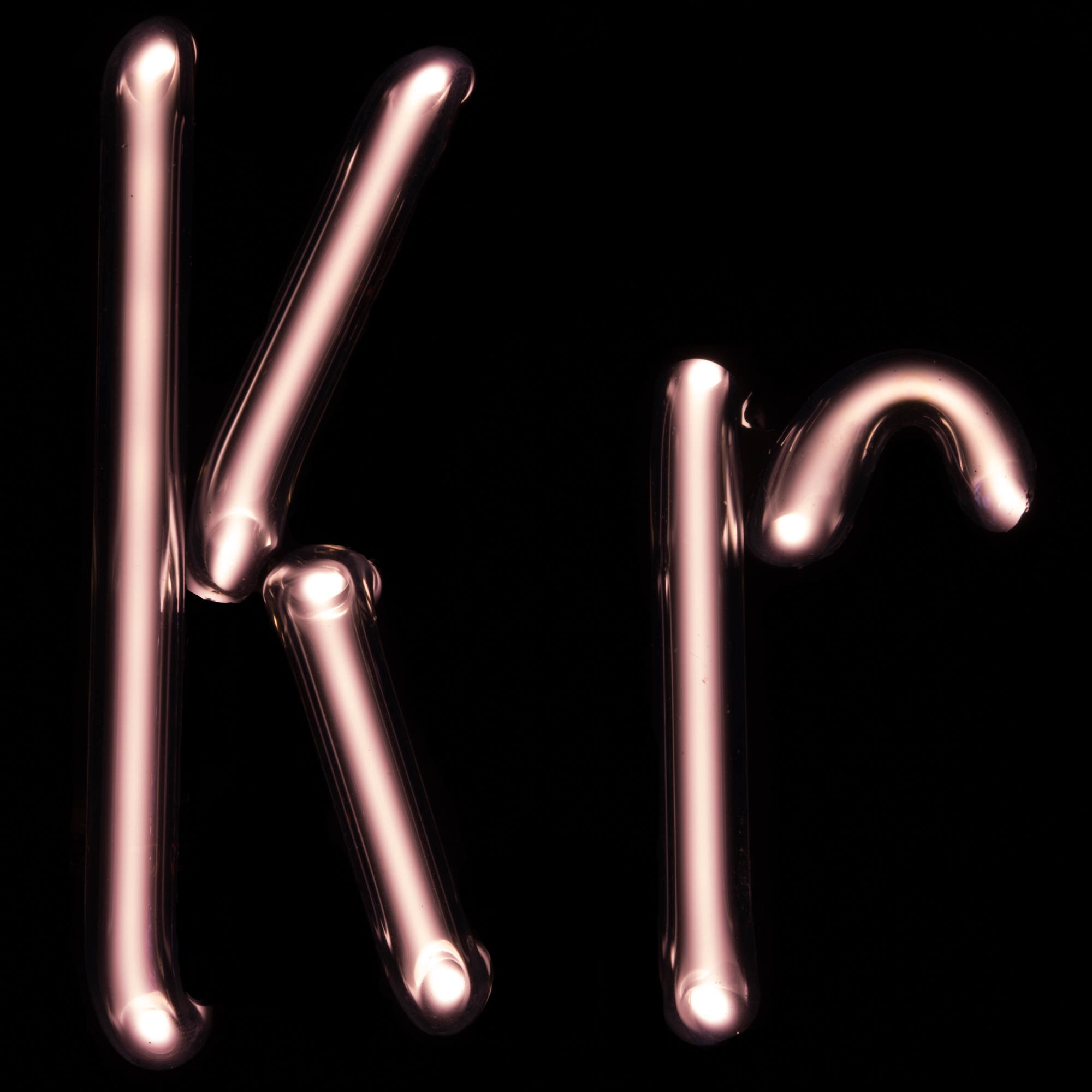
کریپتون
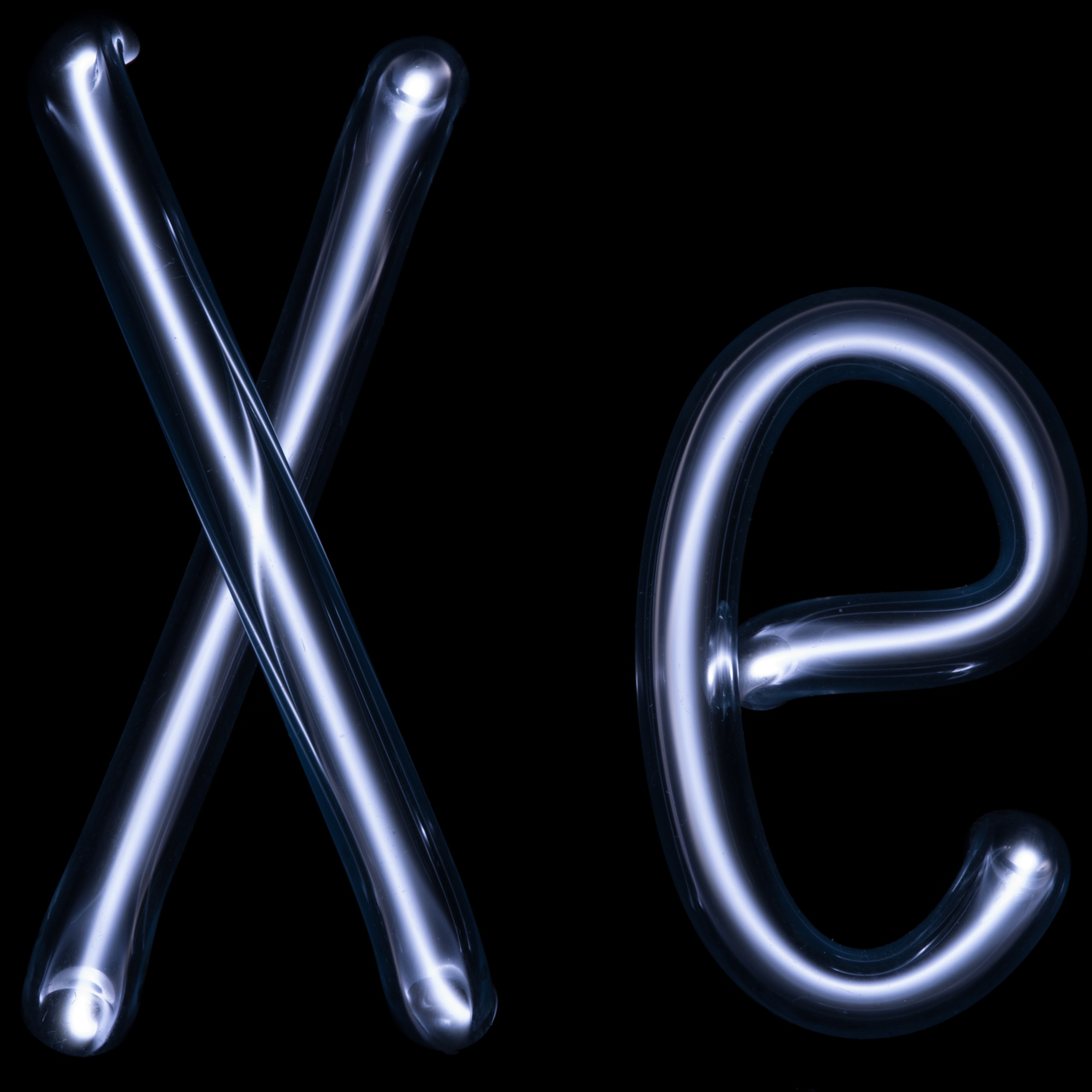
زنون